# 秋田県道217号森岳鹿渡線
秋田県道217号森岳鹿渡線（あきたけんどう217ごう もりたけかどせん）は、秋田県山本郡三種町を通る一般県道である。

## 概要
惣三郎沼公園の北、秋田県道4号能代五城目線の五城目方面から直通し、南方向へ惣三郎沼公園の西側を通り、南・西・南方向と路線が蛇行しながら、JR東日本・奥羽本線を跨線橋で交差する。さらに秋田自動車道と立体交差し終点国道7号交点に至る。

### 路線データ
- 総延長 : 4.151 km[2]
- 実延長 : 4.151 km[2]
- 起点 : 秋田県山本郡三種町森岳字東堤沢104番地先（秋田県道4号能代五城目線交点）[3]北緯40度5分25.72秒 東経140度5分2.95秒
- 終点 : 秋田県山本郡三種町鹿渡字昼寝道下29番1地先（国道7号交点）[3]北緯40度3分40.62秒 東経140度4分14.7秒
- 未供用区間 : なし[2]

## 歴史
- 1974年（昭和49年）3月19日 - 秋田県道に認定される[3]。

## 路線状況

### 別名
- 羽州街道 - 三種町森岳から山本郡三種町鹿渡赤坂往還道下では、秋田自動車道に寸断された箇所およびバイパスが通って経路が変更された区間を除き、古来からの羽州街道であった[4]。

### 冬期閉鎖区間
- なし[5]

### 交通不能区間
- なし[6]

## 地理

### 交差する道路
| 施設名 | 接続路線名              | 備考 | 所在地                     |
| ------ | ----------------------- | ---- | -------------------------- |
|        | 秋田県道4号能代五城目線 | 起点 | 山本郡三種町森岳字東堤沢   |
|        | 国道7号                 | 終点 | 山本郡三種町鹿渡字昼寝道下 |

### 沿線の施設など
- 森岳温泉
- 惣三郎沼公園